# Via XX
La Vía XX est une voie romaine qui apparait avec ce numéro dans l'Itinéraire d'Antonin. Elle reliait les villes de Bracara Augusta (actuellement Braga) à Asturica Augusta (actuellement Astorga), c'est une variante partielle de la voie XIX qui remonte par la côté atlantique jusqu'à Brigantium, qui serait actuellement La Corogne ou Betanzos. Certains relais sont aussi mentionnés dans l'Anonyme de Ravenne.

## Itinéraire
Ci-après la liste des relais (mansiones), avec indication des distances en milles romaines (m.p.) ou en stade grecs :
- Bracara, Braga.
- Aquis Celenis, (m.p. CLXV)[3], Caminha ? Caldas de Reis ?
- Vico Spacorum ou Vicus Caporum ?, (stadia CXCV), Vigo ? Baroña ?
- Ad Duos Pontes, (stadia CL), Pontevedra ? Noia ?
- Glandimiro/Glandomiro, (stadia CLXXX), Cesures ? Brandomil ?
- Atricondo, (m.p. XXII), Trigonde ? Sigüeiro ?
- Brigantium, (m.p.XXX), La Corogne ?
- Caranico/Caronium, (m.p. XVIII), Parga ? Graña de Vecín ?
- Luco Augusti, (m.p. XVII), Lugo.
- Timalino/Talamine, (m.p. XXII), Vilartelín ?
- Ponte Neviae/Navia, (m.p. XII), Pontes de Gatín ?
- Uttaris (m.p. XX), Golón-Manzanal ?
- Bergido, (m.p. XVI), Castro Ventosa ? Pieros ?
- Asturica, (m.p. L), Astorga.